# St. Blasius (Buchenbach)

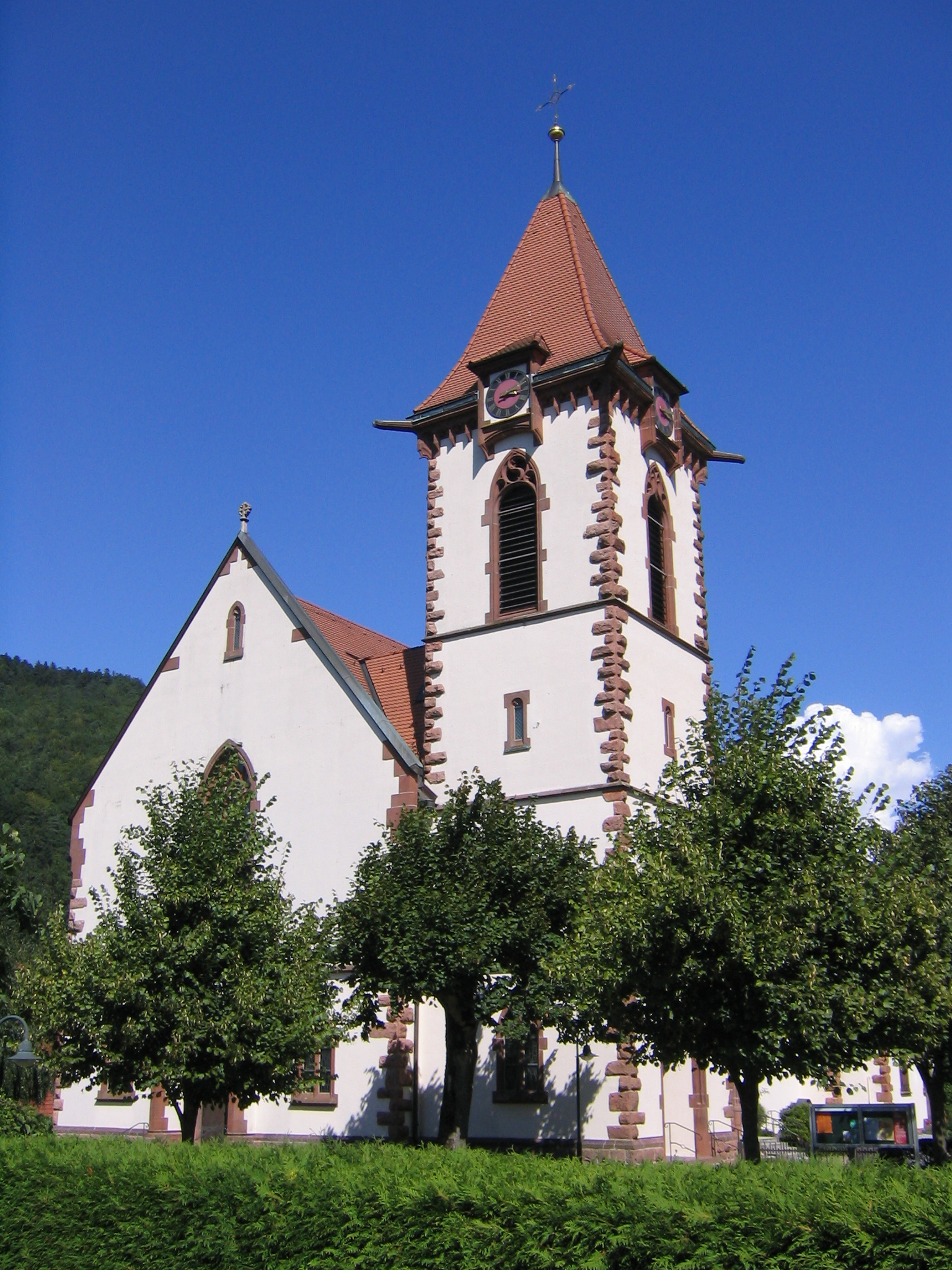
St. Blasius von Westen

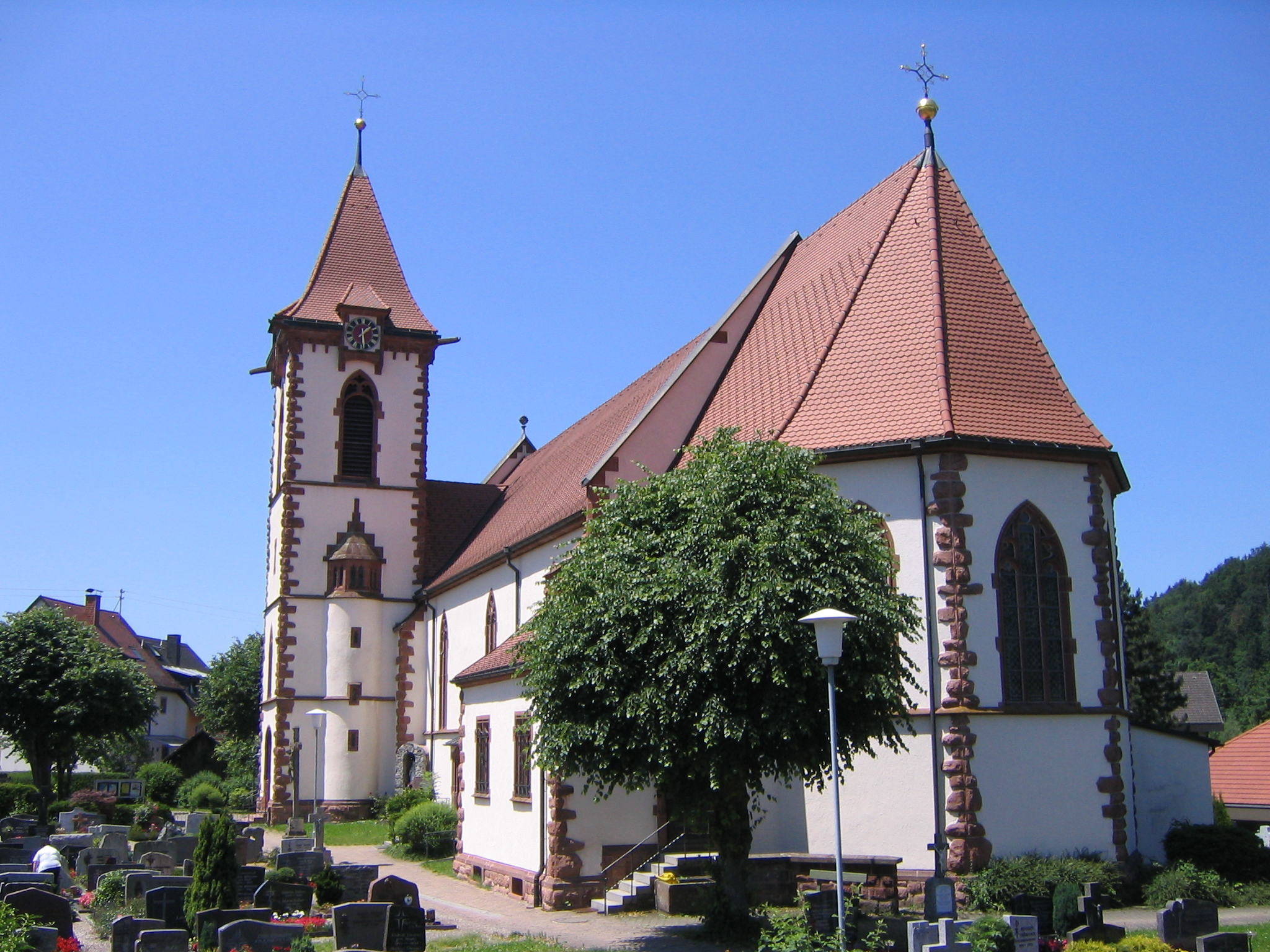
St. Blasius von Osten

St. Blasius ist die römisch-katholische Pfarrkirche von Buchenbach im Südschwarzwald. Sie gehört mit den Pfarreien Herz Jesu in Stegen und St. Jakobus in Eschbach zur Seelsorgeeinheit Dreisamtal des Erzbistums Freiburg.
1811 erbaut, stellt sie sich heute (wieder) im Gewand des Historismus dar, speziell der Neugotik. Besonders der katholische Priester und Kunsthistoriker Manfred Hermann hat ihre Geschichte, die exemplarisch für das Schicksal von Kirchen des 19. Jahrhunderts ist, erforscht.

## Geschichte der Pfarrei

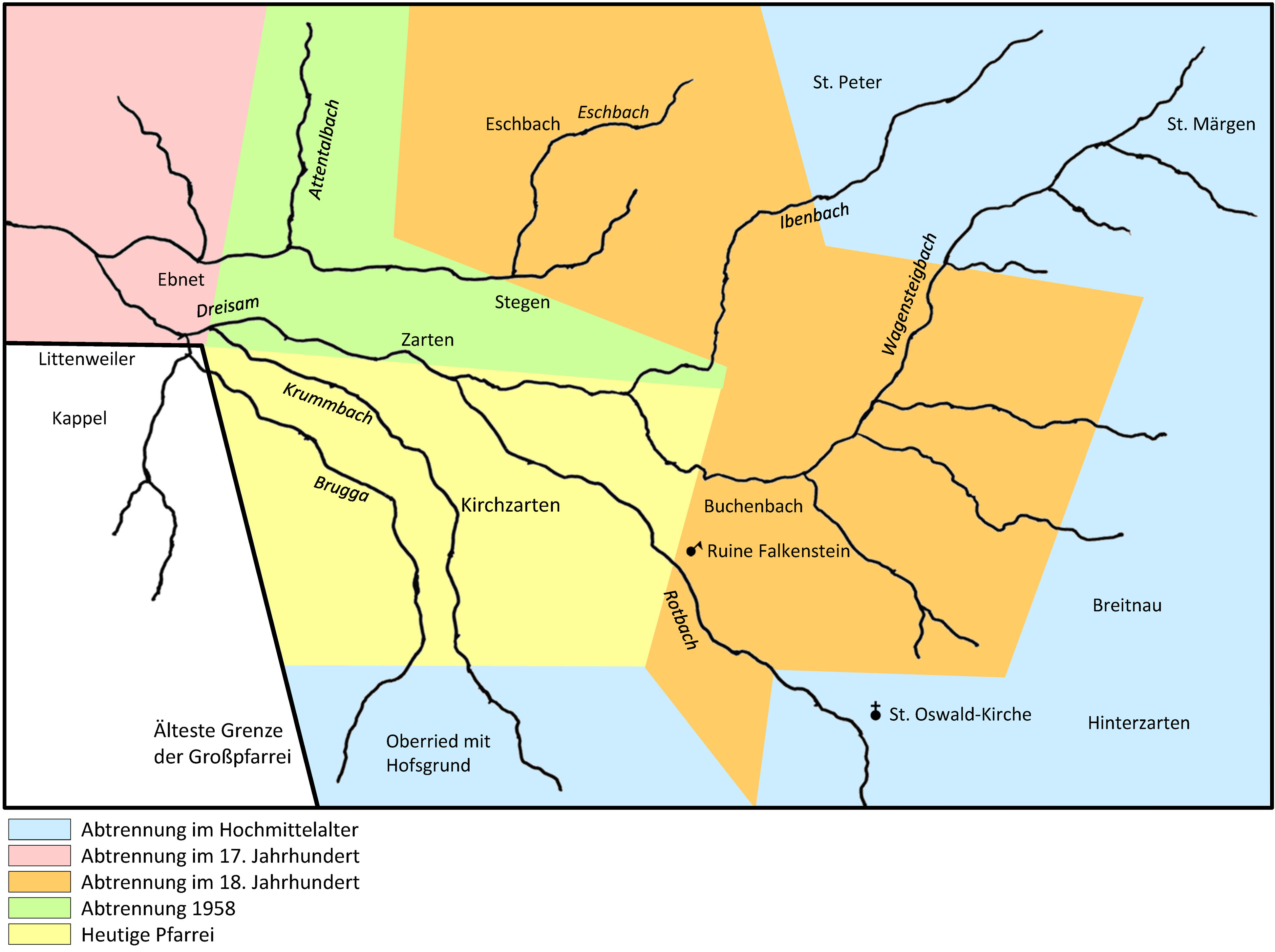
Entwicklung der Urpfarrei Kirchzarten. Oberried kam 1252 zum dortigen Wilhelmitenkloster, wurde aber erst 1786 Pfarrei.

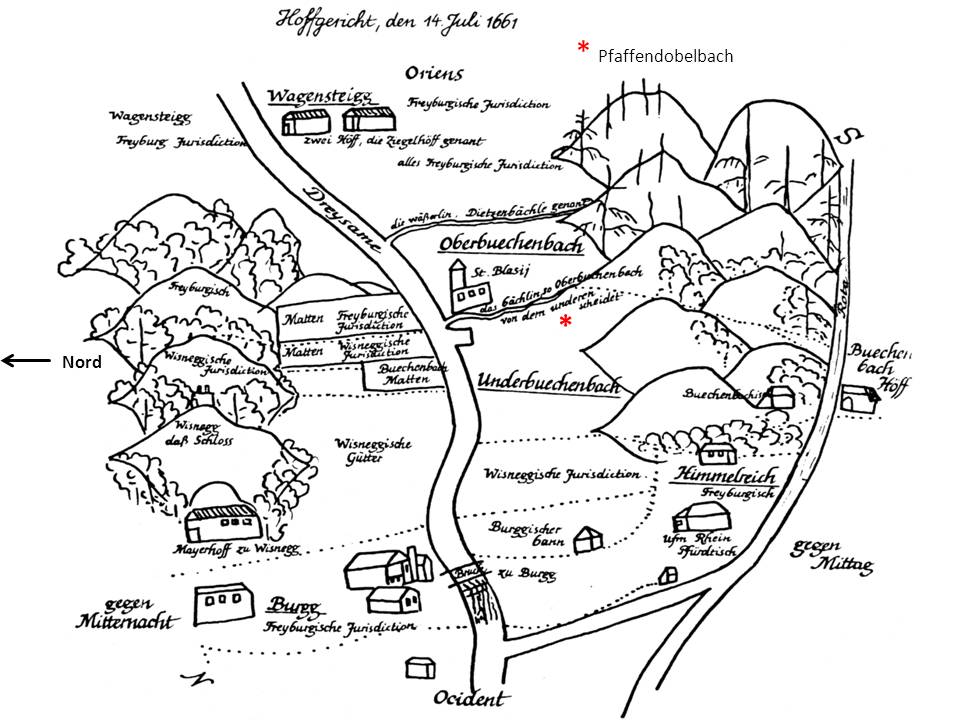
Buchenbach 1661. Der Wagensteigbach hieß damals „Dreysame“.

Buchenbach mit seinen früher selbständigen Ortsteilen Falkensteig, Unteribental und Wagensteig gehörte im Frühmittelalter kirchlich zur Pfarrei St. Gallus (Kirchzarten), deren Patronatsherr das Benediktinerkloster St. Gallen und ab 1297 die Kommende des Johanniterordens in Freiburg im Breisgau war. Der Kirchzartener Sprengel war riesig, mit einer West-Ost-Erstreckung von 20 km. Nur beritten waren bei Versehgängen abgelegene Täler zu erreichen, und Pfarrer, Patronatsherr und Vögte stritten wiederholt, wer für das Pferd aufzukommen hatte. Deshalb wurden im Laufe der Jahrhunderte immer mehr periphere Gebiete abgetrennt, und 1786 wurden im Zuge des Josephinismus Oberried, Eschbach und Buchenbach eigene Pfarreien. Damals gab es im Areal des heutigen Buchenbach drei größere Kapellen: eine dem heiligen Blasius von Sebaste geweihte in Buchenbach selbst, genauer in Oberbuchenbach, das von dem talabwärts, westlich des Pfaffendobelbachs gelegenen Unterbuchenbach zu unterscheiden ist, an der Stelle der heutigen Pfarrkirche und erstmals erwähnt 1463; eine dem heiligen Nikolaus von Myra geweihte in Falkensteig; und eine ebenfalls dem heiligen Nikolaus geweihte in Wagensteig. Das Blasius-Patrozinium geht auf Besitz des Klosters St. Blasien in Buchenbach zurück, dem Kloster im Investiturstreit übertragen von Rudolf von Schwaben, Gegenkönig gegen Heinrich V. Als Neben-Patrone kamen später die heilige Anna und die heilige Agatha hinzu. Die Blasiuskapelle fasste 300 Personen, zu klein für die 1786 gezählten 1220 Seelen.
Die Einrichtung der neuen Pfarrei verzögerte sich. Die Falkensteiger und Unteribentäler fanden den Weg nach Oberbuchenbach zu weit; auch führe er durch Waldstücke, in denen die Jugend Gelegenheit haben werde, „sich jeder Gattung von Ausschweifung zu überlassen“. Man solle lieber eine neue Kirche in Unterbuchenbach errichten. Erst 1796 erhielt Buchenbach einen eigenen Pfarrverweser, Franz Joseph Mayer, der aber 1802, der Streitereien müde, eine andere Pfarrei übernahm, und erst 1809 einen ordentlichen Pfarrer, Maurus Thaddäus Farenschon, Pfarrer bis 1814 († 1860). Unter ihm wurde die alte Blasiuskapelle abgebrochen und an ihrer Stelle, also in Oberbuchenbach, wurden die Pfarrkirche und ein Pfarrhaus erbaut.
Der Kirchzartener Pfarrer Joseph Anton Schleicher (Pfarrer von 1793 bis 1801) sagte in seiner Abschiedspredigt am 3. April 1796:

„Nachdem mir die Eröffnung gemacht worden, daß [...] die schon im Jahre 1786 beschlossene Einrichtung einer Pfarre im Buchenbach in Ausführung gebracht werden solle. [...] Sodann mir nachdrücklich anbefohlen worden, dieße kaiserlich könglich allergnädigste Verordnung öffentlich von der Kanzel an einem Sonntage zu verkünden, und die Benannte bis dahin zu hiesiger Pfarre seit einigen 100 Jahren gehörige Ortschaften Buchenbach, Wagensteig, Falkensteig, Wißneck, und Übethal aus meiner pfarrlichen Gerechtsame zu entlassen, und an den [...] als einstweiliger Hilfspriester aufgestelleten wohlehrwürdigen und hochgelehrten Herrn Franz Joseph Mayer von Ebringen im Breißgau gebürtig, [...] zu übergeben. [...] O so vergesset doch nicht, daß diese Kirch ehemals Euere Mutterkirch geweßen, vergesset nicht die Grabstätte Euerer Voreltern, Euer Kinder, Euer Geschwisterten, Befreundeten, Verwandten, Ehegenossen und Gutthätern, die auf diesem Kirchhof begraben liegen.“

## Baugeschichte

Weber-Arnold-Plan der klassizistischen Kirche
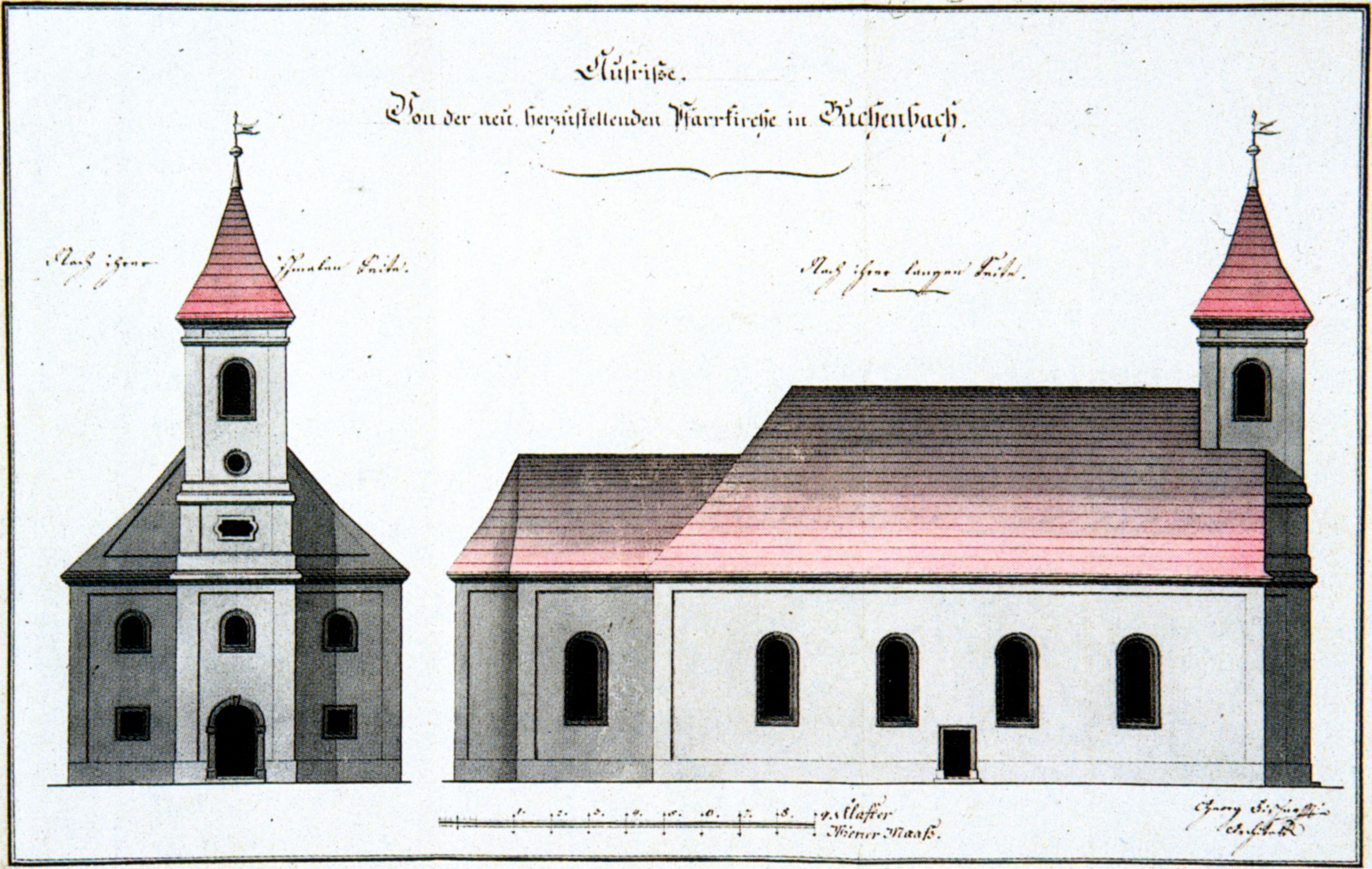
Aufriss
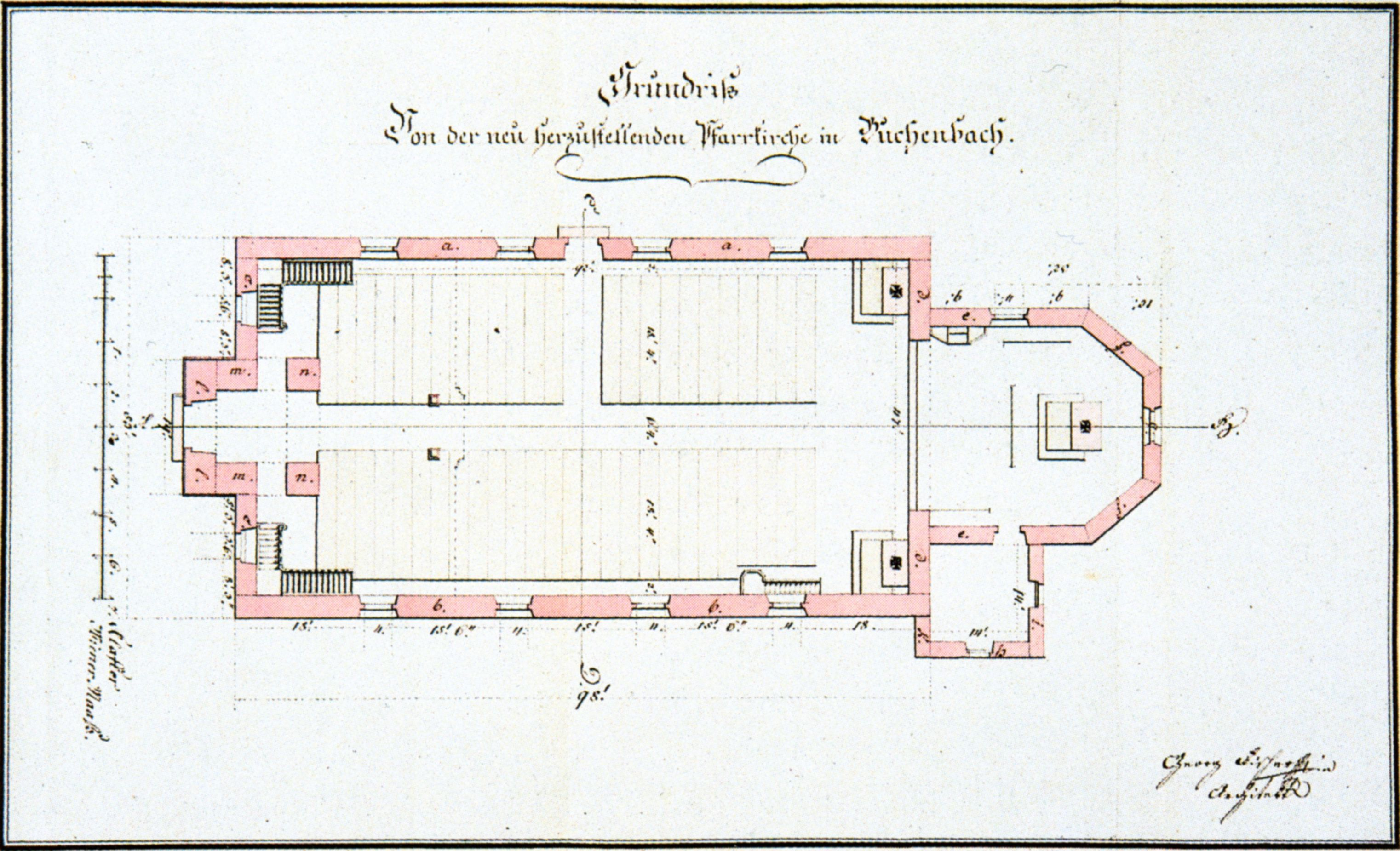
Grundriss

### Klassizistische Kirche
Am 12. Mai 1811 wurde der Grundstein gelegt, und schon am 15. November 1811 konnte die Kirche geweiht werden. Baumeister war Johann Weber aus Bräunlingen (1756–1826), der letzte Klosterbaumeister des Klosters St. Peter auf dem Schwarzwald. Webers Pläne wurden von dem Freiburger Professor für Architektur Friedrich Arnold überarbeitet, und der Bau wich von diesen Plänen nochmals ab.
Als Hochaltar schenkte die evangelische Kirchengemeinde Freiburg im Breisgau den Altar der ihr überlassenen Kirche des säkularisierten Freiburger Augustinerchorherren-Klosters Allerheiligen. Auch die beiden Seitenaltäre waren Säkularisationsgut. Sie stammten aus dem Zisterzienserinnenkloster Günterstal. Conrad Huber aus Weingarten (Württemberg) (1752–1830) malte für sie neue Oberbilder. Als Orgel wurde die Chororgel des Freiburger Münsters übernommen. Der Waldshuter Meister Johann Christoph Albrecht hatte sie 1708 hergestellt. Als der aus Pfaffenweiler stammende Orgelbauer Nikolaus Schuble 1811 den Auftrag für ein neues Instrument in Freiburg erhielt, nahm er die alte Orgel in Zahlung und transferierte sie nach Buchenbach. Pfarrer Josef Franz (Pfarrer in Buchenbach von 1834 bis 1846) nannte sie 1846 „ein unbrauchbares Werk, um 278 Gulden für ein wahrhaft weggeworfenes Geld angekauft, [...] ein altes wurmstichiges Werk“. Die ersten Glocken fertigte die Glockengießerei „Gebrüder Bayer“ aus Freiburg.

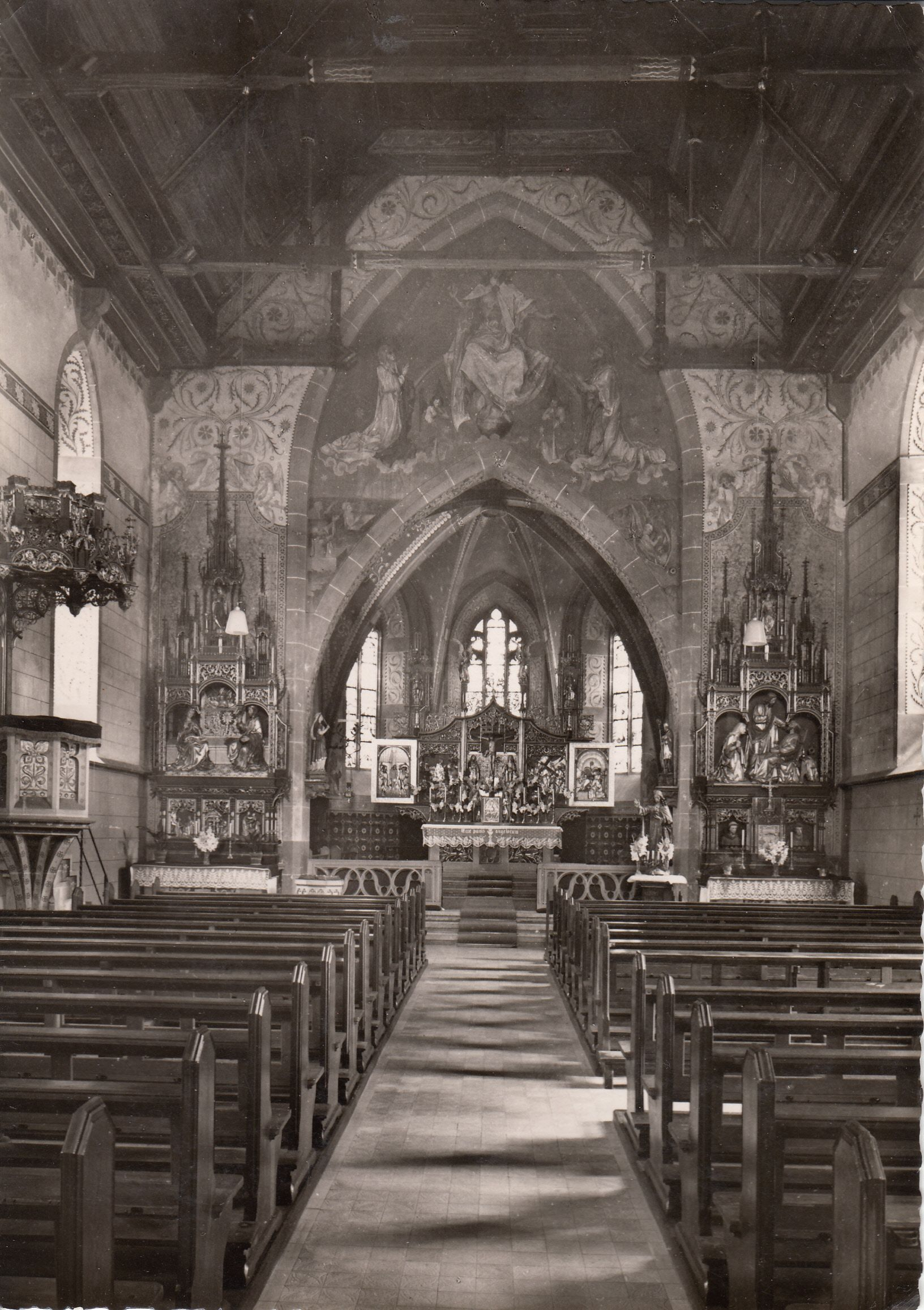
St. Blasius im neugotischen Zustand, etwa 1910

### Neugotische Kirche
Einen ersten Anlauf zu einer Vergrößerung unternahm die Pfarrei 1838, einen zweiten 1866. Verwirklicht wurde ein Plan des Baudirektors des Erzbistums Freiburg Max Meckel von 1897. 1898 begannen die Arbeiten, und am 20. Oktober 1901 wurde die umgebaute Kirche vom Freiburger Erzbischof Thomas Nörber geweiht. Wenig später malte Carl Philipp Schilling sie aus, und die Überlinger Werkstatt „Gebrüder Mezger“ mit dem Bildhauer Eugen (um 1870–1908) und dem Fassmaler Victor (1866–1936) schuf die Altäre und den Schalldeckel der Kanzel. 1942 mussten drei Glocken für Kriegszwecke abgegeben werden. 1951 erhielt die Kirche vier neue Glocken der Heidelberger Gießerei Friedrich Wilhelm Schilling. 1961 wurde der Chor neu gedeckt und das Äußere renoviert.

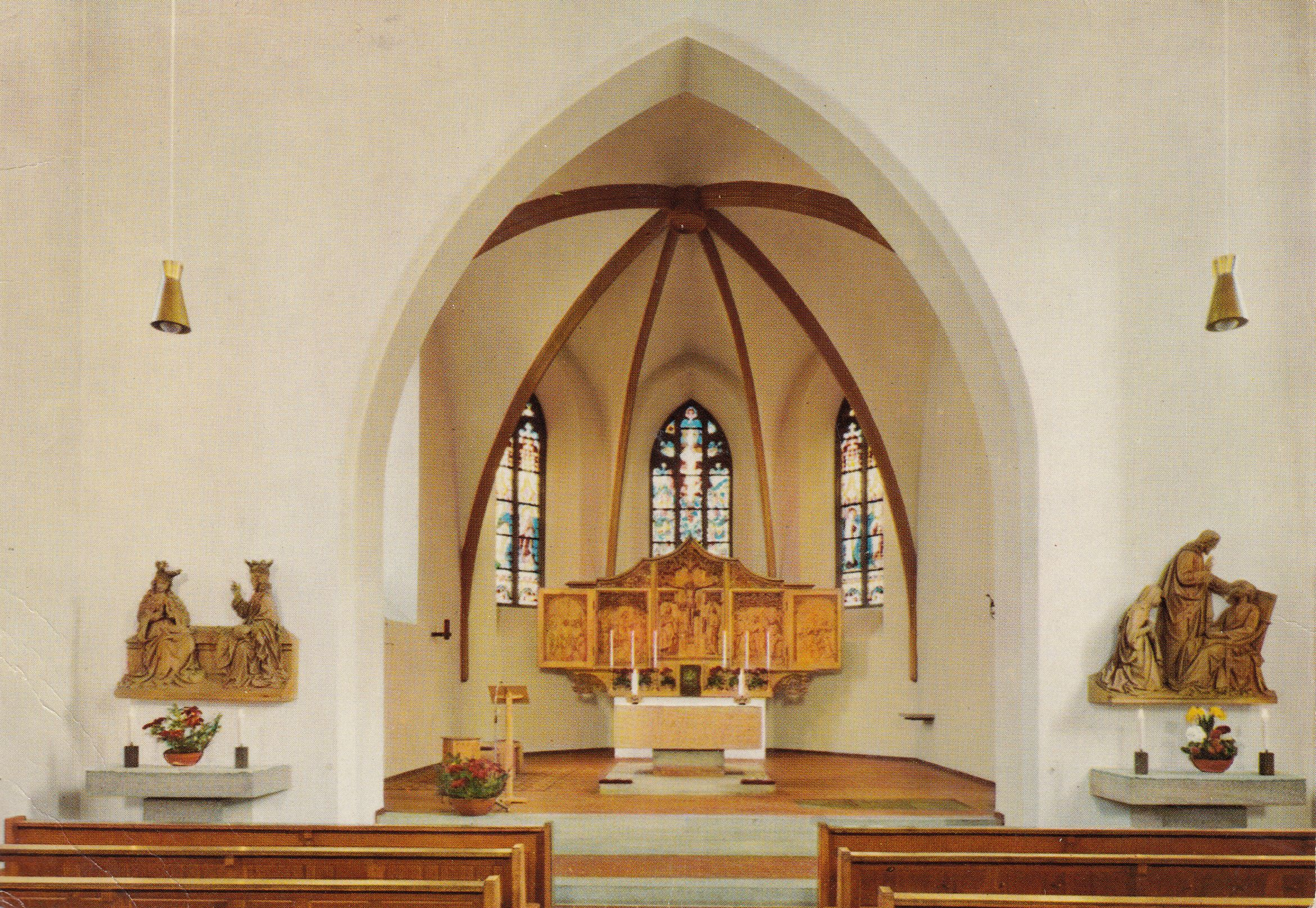
St. Blasius nach der Purifizierung, etwa 1970

### Purifizierte Kirche
Unter Pfarrer Eugen Hirst (1902–1973; Pfarrer in Buchenbach von 1949 bis zu seinem Tod) wurde die Kirche von 1963 bis 1967 im Zuge der Liturgiereform des Zweiten Vatikanischen Konzils umgestaltet. Ein Hauptziel der Umgestaltung war, neben den Erfordernissen der Liturgiereform, die Verbesserung der Heizmöglichkeiten. Unterhalb des sichtbaren Sprengwerks der Dachkonstruktion wurde eine neue Holzdecke eingezogen, um die Wärme besser im unteren Bereich halten zu können. So wurde das Raumbild der Kirche völlig verändert. Vom Jüngsten Gericht am Triumphbogen wäre nur noch der untere Teil sichtbar gewesen. Da die Neugotik sowieso nicht viel galt, entschloss man sich von Seiten des Erzbischöflichen Bauamts, die Kirche radikal zu purifizieren.
Der alte Plattenboden wurde ebenso wie das Gestühlpodest entfernt, das Gestühl abgelaugt und vereinfacht, die Gemälde, Ranken und Teppichmuster der Wände wurden weiß überstrichen, die neugotischen Altäre auf Verlangen des Stiftungsrates zwar belassen, aber ohne ihre Zierrate und Fassung. „So kann die Buchenbacher Pfarrkirche als Beispiel für eine rigorose ‚Entleerung‘ und ein Vorgehen gegen Dekor und dunkle Farben der Neogotik dienen.“ St. Blasius Buchenbach steht damit neben der Pfarrkirche St. Raphael im Heidelberger Stadtteil Neuenheim, über die Martin Mosebach schrieb: „Die Schneedecke der Abstraktion senkte sich über die gestaltenreiche Communio sanctorum.“ Am 11. Juni 1967 weihte der Freiburger Weihbischof Karl Gnädinger den neuen Zelebrationsaltar.

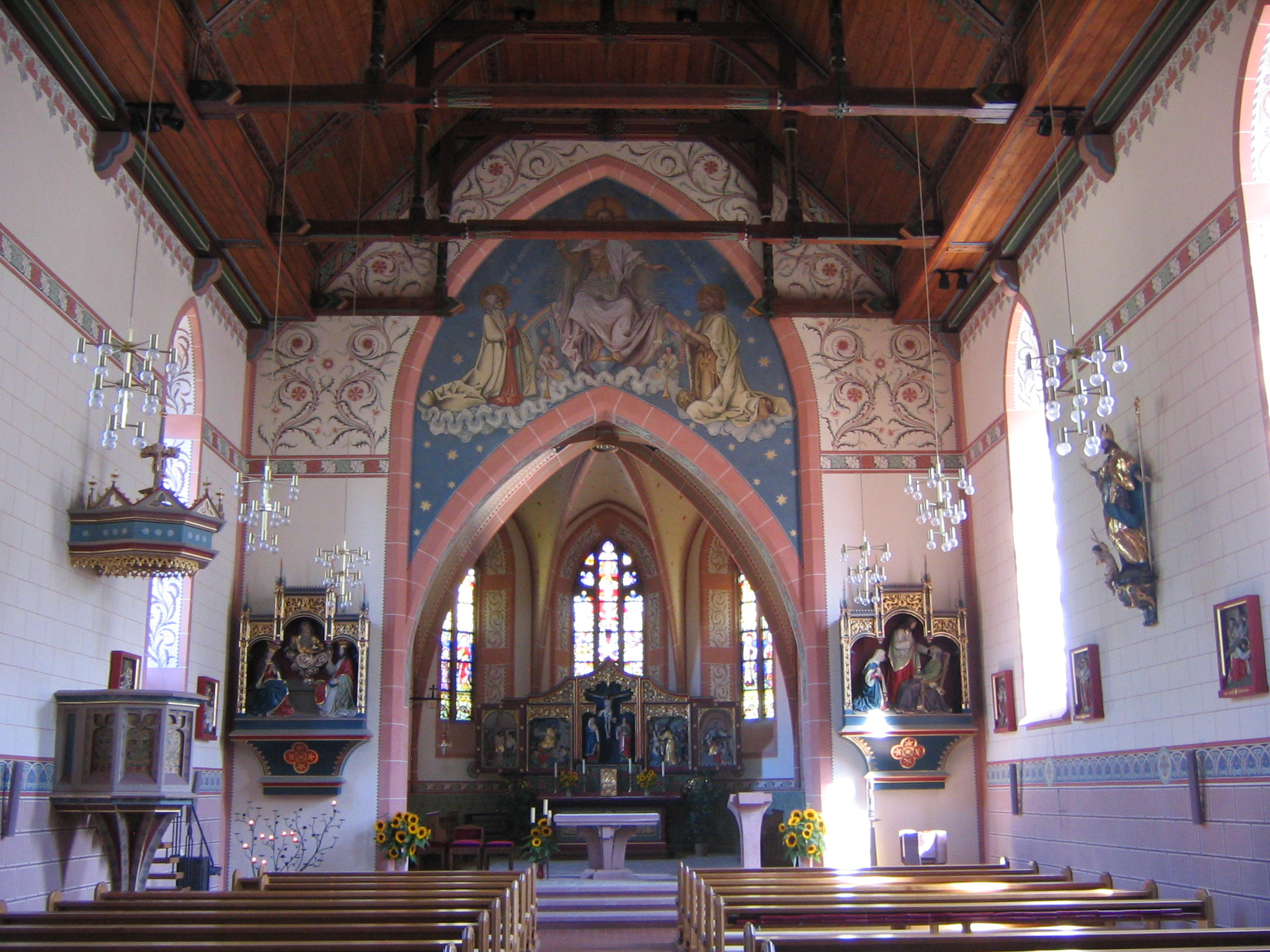
St. Blasius nach der Wiederherstellung, 2007

### Wiederhergestellte Kirche
Hatte die klassizistische Kirche 90 Jahre und die neugotische 66 Jahre Bestand, so die purifizierte nur 33 Jahre. „Knapp 40 Jahre nach der letzten Renovierung hatte sich die innere Einstellung zum Kirchenraum gewandelt. Man empfand ihn als kalt und verarmt, ohne Atmosphäre. So konnte bei der Innen-Erneuerung [...] im Jahr 2000 das Hauptziel nur die Rückgewinnung des alten Raumbildes der Zeit um 1900 sein.“ Sie erfolgte durch den Bad Krozinger Restaurator Johannes Berger. Im Chor wurde ein Plattenboden mit einem Muster ähnlich dem von 1900 verlegt; die alte Decke wurde wieder freigelegt; die Gemälde, Ranken und Teppichmuster der Wände wurden bestmöglich wiederhergestellt, die neugotischen Altäre neu gefasst und mit Zierraten versehen. Da das Gehäuse eines der alten Seitenaltäre in der Pfarrgarage erhalten geblieben war, konnte das Fehlende nachgebaut werden, so dass nunmehr die beiden Figurengruppen wieder einen entsprechenden, wenn auch gegenüber dem Original stark reduzierten Rahmen haben. Der Zelebrationsaltar von 1967 wurde als Unterbau für den alten Hochaltar verwendet. Den neuen Zelebrationsaltar, sowie den Ambo und den Taufstein aus rotem Sandstein schuf der Steinbildhauermeister Daniel Rösch (* 1963). Die Arbeiten begleitete Pfarrer Ansgar Kleinhans (* 1944; Pfarrer in Buchenbach seit 1985). Am 21. Januar 2001 weihte Erzbischof Oskar Saier, der aus dem Ortsteil Wagensteig stammte, den neuen Zelebrationsaltar.

## Gebäude
Die klassizistische Kirche von 1811 war ein Saal mit jederseits drei – nicht wie im ursprünglichen Plan vier – rundbogigen Fenstern. Über der westlichen Fassade erhob sich ein Dachreiter. Der Chor schloss mit drei Seiten des Achtecks und besaß vier ebenfalls rundbogige Fenster.
Meckel fügte beim neugotischen Umbau im Westen einen neuen Eingangs- und Emporenteil an. Über das westliche Hauptportal setzte er ein dreibahniges Spitzbogenfenster mit reichem Maßwerk, neben das Hauptportal zwei Rechteckfenster. Die Rundbogen der Fenster im Schiff ersetzte er durch Spitzbogen. An die Südwestecke baute er einen 36 m hohen Turm mit quadratischem Grundriss, der in vier Geschossen aufsteigt und mit einem eingeknickten Spitzhelm schließt. Ein Hausteinsockel aus Sandstein, Gesimse und Hausteinquadern an den Ecken beleben ihn. Im Osten führt eine Wendeltreppe bis ins dritte Geschoss, wo sie durchfenstert endet. Unter dem Helm tragen kleine Kragsteine das Traufgesims. Die sandsteinumrahmten Zifferblätter der Turmuhr überkragen das Traufgesims. Der neue Chor schließt wie der alte in drei Seiten des Achtecks und besitzt drei zweibahnige und ein dreibahniges Spitzbogenfenster. Im Innern öffnet sich die Orgelempore mit drei Bögen. Zwei Spitzbogen übereinander leiten in den Chor. Die seit 2000 unversehrt wieder sichtbare Bretterdecke trägt mit ihrem warmen Braunton und grünen Ranken zur Freundlichkeit des Inneren bei.

## Ausstattung

### Wandmalerei und Glasfenster
Wichtig für das Raumbild ist neben der Decke die wiedergewonnene Quaderung der Wände und deren Gliederung durch horizontale Bänder über der Sockelzone, am Ansatz der Fensterbögen und unter dem Dachgesims. Zwischen dem unteren und oberen Chorbogen restaurierte Johannes Berger das Jüngste Gericht, das Fritz Geiges 1903 in Anlehnung an Rogier van der Weydens Jüngstes Gericht im Hôtel-Dieu in Beaune gemalt hatte. Der Richter sitzt vor blauem, besternten Grund über einem Wolkenband mit kleinen posaunenblasenden Engeln auf einem Regenbogen, die Weltkugel zu Füßen. Zur Rechten seines Kopfes schwebt eine Lilie, zur Linken ein Schwert, Sinnbilder seiner Worte: „Kommt her, die ihr von meinem Vater gesegnet seid“ und „Weg von mir, ihr Verfluchten, in das ewige Feuer“ (Mt 25,31–46 ). Maria und Johannes der Täufer leisten Fürbitte. Umgeben ist das Weltgericht von Pflanzenornament mit roten Blüten, das auch die Fensterlaibungen und die Unterseite des Chorbogens ziert. In den Zwickeln der Brüstung der Orgelempore sind die Patrone der Kirchenmusik dargestellt, die heilige Cäcilia von Rom mit ihrer Orgel und König David mit seiner Harfe.
Die Glasfenster im Chor schuf 1900 und 1902 die Freiburger Werkstatt Helmle & Merzweiler. Das mittlere zeigt einen Gnadenstuhl umgeben von den Symbolen der vier Evangelisten. Das Fenster rechts davon zeigt die heiligen Wendelin und Blasius, das Fenster links Anna mit ihrer Tochter Maria und Agatha. Die Fenster unter der Empore schuf Edzard Seeger (1911–1990) in München im Zuge der Purifizierung.

### Altäre
Zentrum des Hochaltarretabels ist das Relief einer Kreuzigungsgruppe vor tiefblauem Grund, die durch den Gnadenstuhl im Fenster dahinter thematisch ergänzt wird. Vom Leiden Jesu handeln auch die begleitenden Darstellungen, nämlich die Reliefs einer Ölberggruppe links und der Kreuztragung rechts von der Kreuzigungsgruppe, die Reliefs der Innenseiten der beweglichen Flügel mit der Geißelung links und der Dornenkrönung rechts sowie die Gemälde der Außenseiten der beweglichen Flügel mit der Kreuzabnahme und der Grablegung, diese signiert „Gebr. Mezger 1903“. Das reiche Gesprenge ist verloren.
Das Retabel des linken Seitenaltars zeigt das Relief einer Krönung Mariens, das Retabel des rechten Seitenaltars ein Relief des Todes des heiligen Josef, beide vor tiefrotem Hintergrund. Die Figurennischen daneben und die Gesprenge sind verloren.

### Einzelwerke
An der Südwand des Chors hängt das aus dem Freiburger Allerheiligen-Kloster in die klassizistische Kirche übernommene, bei der neugotischen Umgestaltung überflüssig gewordene Hochaltarbild, eine Allerheiligen-Darstellung. Das zugehörige Rundbild aus dem Altarauszug, Gottvater und die Taube des Heiligen Geistes von Engeln umgeben, hängt jetzt im Saal des Pfarrheims St. Agatha. Manfred Hermann hat beide dem aus der Schweiz stammenden Franz Dietrich Kraus (1667–?) zugeschrieben.
An der rechten Langhauswand steht eine Skulptur des heiligen Blasius, die aus einer vermutlich von Matthias Faller geschnitzten Bischofsfigur durch Beigabe eines Putto, der zwei gekreuzte Kerzen hält, komponiert wurde. Dort steht ferner eine Skulptur unbekannter Herkunft der Mitpatronin Agatha mit einem Palmzweig in der linken und einem Tablett, auf dem ihre abgeschnittenen Brüste liegen, in der rechten Hand. Unter der Empore steht eine Skulptur des heiligen Sebastian von Franz Xaver Anton Hauser (1712–1772), sehr ähnlich dessen Sebastian auf dem linken Seitenaltar von St. Gallus in Kirchzarten. In der Osterzeit steht auf dem Hochaltar eine Skulptur des auferstandenen Jesus von dem Sohn des vorgenannten Hauser, Franz Anton Xaver Hauser (1739–1819).

### Orgel
Nach 1898 wurde die oben erwähnte Orgel durch den Freiburger Orgelbauer August Merklin abgebaut und in der umgestalteten Kirche aufgestellt. 1914 wird ein neues Werk durch Rudolf und Anton Kiene erbaut, welches einen umfassenden Umbau durch den Freiburger Orgelbauer Willy Dold im Jahr 1957 erfahren durfte. Nach mehreren Generationen erhielt die Kirche im Zuge der Wiederherstellung 2001 ihr heutiges Instrument. Das auf die räumlichen und akustischen Gegebenheiten abgestimmte Konzept dafür erstellte der Orgelexperte Hans Musch; das Instrument erbaute Mönch Orgelbau aus Überlingen am Bodensee. Es hat 25 Register mit 1526 Pfeifen auf zwei Manualen und einem Pedal und verfügt über eine mechanische Spiel- und Registertraktur. Der Buchenbacher Organist beschreibt den Klang der Orgel als „warm und weich“. Die Register des ersten Manuals sind auf den für Barockmusik typischen hellen und dynamischen Klang abgestimmt. Das zweite Manual ist für eher romantische Stücke der Musik aus dem 19. Jahrhundert ausgelegt. Die Orgel in Buchenbach verfügt als einzige im Dreisamtal über ein Schwellwerk, mit dessen Hilfe „man sehr differenzierte Klangbilder erzeugen“ kann. So lassen sich auf ihr fast alle Stile der letzten Jahrhunderte darstellen.
| I Hauptwerk C–g3 |       |
| Bordun           | 16′   |
| Prinzipal        | 8′    |
| Gedackt/Flöte    | 8′    |
| Viola da Gamba   | 8′    |
| Oktave           | 4′    |
| Rohrflöte        | 4'    |
| Superoktave      | 2'    |
| Mixtur IV        | 1 ⁄3′ |
| Trompete         | 8′    |

| II Schwellwerk C–g3  |        |
| Bordun               | 8′     |
| Salicional           | 8′     |
| Vox coelestis ab c°  | 8′     |
| Prinzipal            | 4′     |
| Traversflöte         | 4′     |
| Nasard               | 2 ⁄3′  |
| Waldflöte            | 2′     |
| Terz                 | 1 3⁄5′ |
| Zimbel III           | 1′     |
| Trompette Harmonique | 8′     |
| Hautbois             | 8′     |

| Pedal C–f1  |     |
| Contrabass  | 16′ |
| Subbass     | 16′ |
| Oktavbass   | 8′  |
| Tenoroktave | 4′  |
| Posaune     | 16′ |

- Tremulant
- Koppeln: II/I, I/P, II/P

### Glocken
Das heutige Geläute der Kirche besteht aus vier Bronze-Glocken, die 1951 von Friedrich Wilhelm Schilling in Heidelberg gegossen wurden und bis 1958 von Hand geläutet wurden:
| Nr. | Name               | Durchmesser | Masse   | Schlagton | Inschrift |
| --- | ------------------ | ----------- | ------- | --------- | --- |
| 1   | Herz Jesu          | 1360 mm     | 1723 kg | es’+4     | + Herz Jesu / Du Sehnsucht der Schöpfung / Erbarme Dich unser * den Frieden hinterlasse ich Euch / Meinen Frieden gebe ich Euch / Nicht wie die Welt ihn gibt / Gebe ich ihn Euch + |
| 2   | Maria              | 1060 mm     | 777 kg  | g1+2      | Maria hilf uns allen aus unserer tiefen Not. Der Engel des Herrn brachte Maria die Botschaft + Sei gegrüsst Du Gnadenvolle + der Herr ist mit Dir                                   |
| 3   | Josef              | 0860 mm     | 430 kg  | b1+2      | * HL. Josef verlass uns nicht / wenn der Herr das Urteil spricht * Wenn ich ertöne / gedenkt Euerer Söhne / die Blut und Leben für Euch gegeben *                                   |
| 4   | Blasius und Agathe | ∼790 mm     | 306 kg  | c2+4      | + Ihr Heiligen Schutzpatrone unserer Pfarrgemeinde / bittet für uns / Gott hat Euch berufen zu seinem Reich und zu seiner Herrlichkeit *                                            |

Das Geläute wurde im Jahr 2010 saniert. Es ist mit der Turmuhr, die an drei Seiten Zifferblätter aufweist, verbunden. Die Glocke 1 sorgt für den Stundenschlag, die übrigen Glocken für die Viertelstundenschläge.

## Beispielhaftigkeit
Über die im Abstand von einigen Dekaden Kirchen, aber auch profane Gebäude mehr oder weniger radikal verändernden Renovierungskampagnen schrieb Bernd Mathias Kremer, mehrere Jahre Bau- und Kunstreferent des Erzbistums Freiburg: „Mit Betroffenheit müssen wir feststellen, daß die Welle, die im 19. Jahrhundert aus vielen älteren Kirchen die Kunstwerke des Barockzeitalters weggespült hatte, nun [ab Mitte des 20. Jahrhunderts] ihrerseits die Kirchen des 19. Jahrhunderts ergriff. Die Innendekoration und Ausstattung dieser Gotteshäuser traf ein Kahlschlag ohnegleichen, der in vielen Fällen verödete Kirchenräume zurückgelassen hat [...]. Was der Zweite Weltkrieg uns nicht entrissen hatte, dessen haben wir uns nun selbst beraubt. Die Bannpfeile, die im 19. Jahrhundert die künstlerische Hinterlassenschaft des 18. Jahrhunderts getroffen hatten, richteten sich nun in gleicher Weise gegen dieses Erbe, dem man jede künstlerische Geltung absprach.“
Das Zweite Vatikanum habe die gnadenlose Ausräumung der im Historismus ausgestatteten Kirchen nicht ausgelöst, aber begünstigt, indem die Liturgiereform die Ansicht förderte, es sei ein Fortschritt, sich von Altären und sonstigen „kitschigen“ Stücken zu trennen, deren Wertlosigkeit man in jeder kunstwissenschaftlichen Publikation nachlesen konnte.
Schließlich habe der Kahlschlag der fünfziger bis siebziger Jahre eine Gegenreaktion ausgelöst, „nachdem das Ergebnis der ‚Skelettierung‘ der Kirchenräume auf die Dauer nicht mehr zu ertragen war“. Der Kreislauf der Unduldsamkeit im Umgang mit der Kunst unserer Väter müsse „durchbrochen werden, gemäß dem Satz des Kunsthistorikers Cornelius Gurlitt: ‚Denn das Alte ist rasch zerstört; es dauert aber Jahrhunderte, ehe das Alte wieder entsteht. Und der Ort ist elend arm, der die Merkmale der eigenen Geschichte vernichtete.‘“